# Црква Светог Николаја у Доњем Милановцу
Црква Светог Николаја у Доњем Милановцу, насељеном месту на територији општине Мајданпек припада Епархији тимочкој Српске православне цркве.

## Историјат
Најстарија црква у Поречкој области, подигнута је 1730. године на Поречком острву и била је посвећена преносу моштију Светог оца Николаја. Под овим именом први пут се помиње 1733. године у извештају београдског митрополита Максима Ратковића. Аустријски пописи из 1717. године сведоче су зидане цркве у Поречу и Рибници постојале и раније. На оближњем археолошком локалитету Рибница пронађени су остаци цркава из 12. и 14. века са некрополом.

## Црква у Поречу
Црква је изграђена као једнобродна грађевина од камена и цигле, са украсним елементима старије цркве покривене шиндром. Дужина цркве је била 27m, ширине 10m, висине 10m и са торњем високим 24m. Изграђена је и живописана у стилу сакралне архитектуре 18. века, под утицајем градње у Војводини и Влашкој. Обновљена је 1811. године, уз помоћ Карађорђа, а обновљени иконостас осликао је Арсеније Јакшић, 1817. и 1818. године. После удара грома у торањ 1832. године црква није обновљена.

## Нова црква
Нова црква посвећена Светом оцу Николају изграђена је 1832—1840. године у центру нове вароши Милановац, након што је насеље Пореч пресељено са истоименог острва. Цркву је освештао епископ тимочки Доситеј 1845. године. Изграђена је од тврдог материјала, покривена црепом, у барокном стилу дужине 30m, ширине 12m и висине 12m, са торњем високим 28m. Била је богато украшена, потпуно осликане унутрашњости, а живописао ју је 1863. године Димитрије Посниковић, који је живописао и Саборну цркву у Београду. Иконостас је израдио Стеван Тодоровић. Црква је изграђена залагањем поречког капетана Стефана Стефановића Тенке и уз финансијску помоћ Мише Анастасијевић. На десном фасадном стубу цркве постојао је натпис: У славу Свете Тројице подиже се овај храм при владајућем Господару и Књазу Сербском Михајлу Обреновићу и са пожртвованијем Г. Мише Анастасијевића 1840. године.
У цркви су се налазиле старе књиге, московско-кијевска јеванђеља и други вредни предмети које су поклониле виђеније личности Србије. Обе цркве су срушене 1971. године изградњом ХЕ Ђердап 1.

## Данашња црква
Данашња црква изграђена је 1970. године као једнобродна грађевина у барокном стилу, дужине 25,5m, ширине 17,5m, са торњем високим 32m. Цркву је 1984. године освештао епископ тимочки Милутин. У цркву су пренети иконостаси из поречке и доњомилановачке цркве, велико звоно изливено у Вршцу 1866. године, средње звоно изливено у Темишвару 1830. године и мало звоно из старе поречке цркве, као и инвентар и споменици из црквене порте. Републички завод за заштиту споменика културе, чији је тим предводио мр Звонимир Зековић, рестаурирао је и заштитио део фресака из старе цркве, које су урамљене и премештене у нову цркву.
Црква је обновљена 1993—1994. године. Постављен је нови барокни торањ висине 12m, стари је био висок 6m, нови кров покривен бакром, црква је електрификована, уграђена је громобранска инсталација, електрични сатови, иконостас је заштићен и позлаћен и уређена је порта са лапидаријумом и оградом. Радове је освешатао епископ тимочки Јустин на дан градске славе - Свети Пантелејмон, 9. августа 1994. године.